# Adrian Boult
Sir Adrian Cedric Boult (Chester, Nagy-Britannia, 1889. április 8. – London, Nagy-Britannia, 1983. február 22.) világhírű angol karmester. 1919-től Szergej Gyagilev balett-társulatának zenei igazgatója, 1930-tól a BBC zenei igazgatója, a BBC Szimfonikus Zenekar megalapítója, vezető karmestere. 1946-ban a BBC komolyzenét sugárzó 3-as csatorna létrehozója. 1950-től 1957-ig a Londoni Filharmonikus Zenekar vezető karmestere, majd elnöke lett, ugyanakkor világszintű zenekarok, a Bécsi Filharmonikus Zenekar, a Bostoni Szimfonikus Zenekar, a New York-i Filharmonikusok vendégkarmestere.
Boult az angol zene támogatójaként mutatta be Bliss, Britten, Delius, Tippett, Vaughan Williams, Gustav Holst és Walton műveit, a BBC-ben eltöltött évek során külföldi zeneszerzők kompozícióit, köztük Bartók, Berg, Stravinsky, Schönberg és Webern műveit.
A londoni Royal College of Musicban az Angliában addig nem létező karmesterképzés elindítója.

## Élete

### Korai évek
Boult az északnyugat-angliai Chesterben (Cheshire) 1889-ben jómódú kereskedő családba született, családjának a liverpooli hajózás és olajkereskedelemben voltak érdekeltségei. Apja 1910-ben megvásárolta az 1500-as évek óta nemesi tulajdonban lévő skóciai birtokot, a Lagafater Estate-et, mely jelenleg is a Boult család tulajdonában van.
Egész fiatal korától koncertlátogató Boult már Skóciában hallhatta Richter Jánost Liverpoolban vezényelni. Tanulmányait az előkelő londoni Westminster Schoolban végezte, londoni diákévei alatt pedig a karmesterként fellépő Sir Henry Wood, Claude Debussy, Nikisch Arthur, Fritz Steinbach és Richard Strauss koncertjeit élvezhette. Az Oxfordi Egyetemen (Christ Church) 1908 és 1912 között történelmet tanul, valamint zenei tanulmányokat folytat a karmester Hugh Allen mellett, oxfordi évei alatt köt ismeretséget és életre szóló barátságot a még fiatal zeneszerző Ralph Vaughan Williams-szel.
1912-ben megszerzett diplomája után a lipcsei konzervatóriumban folytatja tanulmányait, a lipcsei Gewandhausban Artur Nikisch szinte minden próbáját és koncertjét végighallgatja.
Londonba visszatérve első jelentősebb feladata a Covent Gardenben Wagner Parsifaljának angliai bemutatóján való részvétele.

### Kezdő karmester
Első koncertjei 1914-ben a Liverpool Philharmonic Orchestra-hoz kötődnek, 1918-ban már a Londoni Szimfonikus Zenekarral lép fel, egy koncertsorozaton kora neves angol zeneszerzőinek műveit vezényli, a programon köztük Vaughan Williams II. szimfóniája, a „London Symphony” áll, majd ő mutatja be Holst A bolygók szvitjét, mely később élete utolsó lemezfelvétele is volt 1978-ban, és még egy jelentős angol zeneszerző Elgar II. szimfóniáját is nagy sikerrel vezényli.
1919-től Ernest Ansermet után Szergej Gyagilev Orosz Balett társulatának zenei igazgatója, előadásaikon a társulat akkori repertoárdarabjait Stravinsky: Petruskáját, A tűzmadárt, Rimszkij-Korszakov: Seherezádét, La Boutique fantasque és Scarlatti zenéje alapján az olasz kortárs zeneszerző, Vincenzo Tommasini átiratában összeállított balettet, a The Good-Humoured Ladies-t vezényli.

### Birmingham
1923-tól hat éven át Boult a City of Birmingham Orchestra zenei igazgatója, akikkel a közönség konzervativizmusa mellett bemutat Mahler, Stravinsky és Bruckner műveket is, bár ugyanakkor ez a zenekar bevételeit némiképp csökkentette.

### BBC

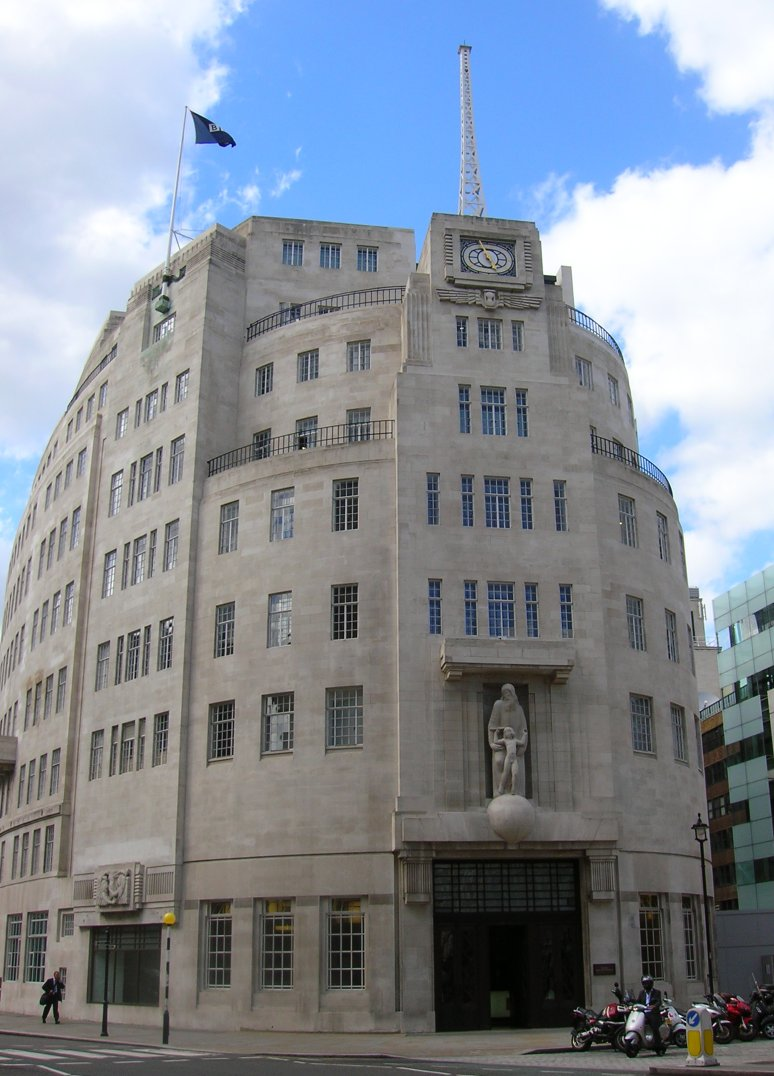
A BBC londoni székháza (Broadcasting House), melynek
Boult 1930 és 1942 között zenei igazgatója

1930-ban Percy Pittet követi a BBC zenei igazgatói posztján, így rá hárul a BBC Szimfonikus Zenekar megalapítása. A zenekar 1930. október 22-én a Queen’s Hallban adott bemutatkozó koncertjének karmestere volt, a közönség és a kritikák hatalmas elismeréssel fogadták. A zenekar megalakításával felállította Nagy Britanniában azt a színvonalat, mely a két évvel később létrehozott Londoni Filharmonikus Zenekar számára is mérce volt. A zenekar vezető karmesteri kinevezése mellett megtartotta a BBC zenei igazgatói posztját is. Az elkövetkező években a BBC Szimfonikus Zenekar színvonala a világ legnagyobb karmesterit vonzotta, köztük Richard Strauss, Felix Weingartner, Bruno Walter, Serge Koussevitzky, Thomas Beecham, Willem Mengelberg és Arturo Toscanini.
Boult a BBC mellett vendégkarmesterként fellép a Bécsi Filharmonikusokkal, a Bostoni Szimfonikus Zenekarral, és a New York-i Filharmonikusokkal. 1936-ban és ’37-ben saját zenekarával, a BBC SO-val nagysikerű turnén vesz részt Brüsszelben, Párizsban, Zürichben, Budapesten és Bécsben.
VI. György koronázási ünnepségén 1937-ben Boult vezényelte az ünnepi zenekart a Westminster Abbeyben.
1946. szeptember 29-én Boult vezényletével mutatták be Britten új Festival nyitányát, mellyel elindította a BBC főleg komolyzenei programokat sugárzó 3-as csatornáját (BBC Third Programme, mai neve BBC Radio 3).
Az 1948-ban a BBC zenei vezetőjévé kinevezett Steuart Wilson szorgalmazta Boult nyugdíjazását, az 1950-ben nyugdíjba küldött Sir Adrian Boult mögött 1,536 rádió közvetítés állt.

### Londoni Filharmonikus Zenekar
1950-ben a BBC-től nyugdíjba került Boult átvette a Sir Thomas Beecham által alapított Londoni Filharmonikus Zenekar (LPO) vezetését, mely alapításakor, az 1930-as években világszintű volt, s Boult irányítása alatt visszakerült eredeti színvonalára. 1957-ig volt a zenekar vezető karmestere, majd elfogadta a zenekar elnöki címét.
1953-ban újabb koronázási ünnepség részese, II. Erzsébet királynő koronázásán is Boult vezényelhette az angol együttesekből felállított ünnepi zenekart.
Élete további szakaszában más zenekarokkal is együttműködött, a Londoni Szimfonikus Zenekarral, a Philharmonia Zenekarral, és a Royal Filharmonikus Zenekarral, valamint első jelentős együttesével a BBC Szimfonikus Zenekarral, neve mégis leginkább a Londoni Filharmonikus Zenekarhoz fűződik, mellyel 1978-ig lemezeket készített, koncertezett.

### 1960-as, 1970-es évek
Miután visszavonult az LPO vezető karmesteri posztjáról pár évvel később már Bécsben, Amszterdamban és Bostonban vezényel. 1965-ben szerződést köt az angol zenét preferáló, független Lyrita kiadóval, de hat év kihagyás után felvételeket készít az EMI égisze alatt is. 80. születésnapját betöltő Boultot Sir John Barbirolli 1970-ben bekövetkezett halála utána a „nagy generáció” egyedüli képviselőjének tartották, aki még személyes kapcsolatban állt Elgarral, Vaughan Williams-szel és Holsttal.
A The Guardian szavaival élve élete utolsó évtizede mind koncertjein mind a lemezein karrierje aranykorszaka volt, "Indian Summer"-nek tekinthető. Hívják a tengeren túlra vezényelni, de az angliai főbb városokban és fesztiválokon is fellép. 1978-ban az EMI-nél készíti utolsó lemezfelvételét.
Boult 1981-ben a vezényléstől végleg visszavonult, 93 éves korában, 1983-ban Londonban halt meg.

## Művészete
Boult lemezeinek száma jelentős, a stúdiókban, ahol a közönség jelenléte nélkül dolgozhatott, szinte otthon érezte magát. Az akusztikus (analóg) felvételek időszakától a digitális lemezkészítés kezdeti korszakáig készített felvételeket. Az 1978 májusában készített utolsó lemezfelvételét kísérleti digitális felvételi körülmények között rögzítették, bár az EMI technikai gondok miatt analóg rekordként adta ki. A lemezen az általa 1918. szeptember 29-én bemutatott Gustav Holst: A bolygók (The Planets) szvitje hallható.
Boult mint az angol gentleman megtestesítője kevés mozdulattal vezényelt, érzéseinek kifejezését inkább csak a vele szemben ülő zenészek láthatták az arcán, a közönség soraiból kevésbé.
Kortársaitól eltérően Boult a hagyományos zenekari ülésrendet preferálta, azaz az elsőhegedűk a karmester bal oldalán, a szekund pedig a jobb oldalon. A ma már elterjedt amerikai ülésrendben a prím és a szekund hegedű is bal oldalt van, majd jobboldalt középen a brácsa és kívül a cselló. Az 1908 táján elterjedt új ülésrendben a zenekart Boult vélekedése szerint a karmesternek ugyan könnyebb vezényelni, és kényelmesebb a szekund hegedűsöknek is, de a hangzás egyensúlya miatt jobban szerette a hagyományos ülésrendet.
Az Angliában addig nem létező karmester képzést a londoni Royal College of Musicban 1919-ben indította és 1930-ig vezette.
1971-ben készített filmje, a The Point of the Stick, a vezénylés technikájával foglalkozik zenei példákon keresztül.
Személyisége nagy hatással volt későbbi angol karmesterekre, köztük Colin Davisre és Vernon Handleyre.

## Magyar vonatkozások
Az európai turnén részt vevő BBC Szimfonikus Zenekart 1936. április 24-én Budapesten a Városi Színházban - a mai Erkel Színház - Boult vezényli, a műsoron Elgar: Introduction and Allegro, Bartók: Négy zenekari darab, Beethoven: 5. szimfónia szerepelt.

## Könyvei
- Boult on Music: Words from a Lifetime's Communication. London: Toccata Press (1983). ISBN 0-907689-03-5
- A Handbook on the Technique of Conducting, 7th, Oxford: Hall [1920] (1951). OCLC 155756343
- My Own Trumpet [autobiography]. London: Hamish Hamilton (1973). ISBN 0-241-02445-5
- The St. Matthew Passion: its preparation and performance. London: Novello (1949). OCLC 1547942 (with Walter Emery)
- Thoughts on Conducting. London: Phoenix House (1963). OCLC 892145

## Díjai
Boult 1937-ben megkapta a lovagi címet, de számos más kitüntetés, díj birtokosa volt:
- Companion of Honour (CH) (1969)
- Royal Philharmonic Society Arany medálja (1944)
- Harvard Glee Club medálja (1956)

13 egyetem és Zeneakadémia díszdoktora, tiszteletbeli tagja volt, az 1951-ben alakult Elgar Society első elnöke, majd a Royal Scottish Academy of Music elnöki címét kapja 1959-ben.

## Fordítás
- Ez a szócikk részben vagy egészben  az   Adrian Boult  című angol Wikipédia-szócikk ezen változatának fordításán alapul.  Az eredeti cikk szerkesztőit annak laptörténete sorolja fel. Ez a jelzés csupán a megfogalmazás eredetét és a szerzői jogokat jelzi, nem szolgál a cikkben szereplő információk forrásmegjelöléseként.